# Покровка (Усть-Таркский район)
Покровка — деревня в Усть-Таркском районе Новосибирской области. Входит в состав Еланского сельсовета.

## География
Расположена в болотистой местности в бассейне реки Еланка на границе с Омской областью. Находится в 13 км к северо-западу от села Еланка, в 39 км от села Усть-Тарка, в 500 км к западу от Новосибирска и в 140 км к северо-востоку от Омска. Площадь деревни — 62 гектара.
Имеется тупиковая подъездная дорога от села Еланка.

## История
Основано в 1892 году как село Покровское. В 1926 году село состояло из 147 хозяйств, основное население — русские. Центр Покровского сельсовета Еланского района Омского округа Сибирского края.

## Население
| 2002 | 2007 | 2010 |
| ---- | ---- | ---- |
| 132  | ↘125 | ↘101 |

## Инфраструктура
В деревне по данным на 2007 год функционируют 1 учреждение здравоохранения и 1 учреждение образования.